# Hunnia (mișcare)
Format:Utilizare date la zi Format:Infocaseta Organizație politică
Hunnia este o mișcare civică de orientare națională fondată în 2007 în Ungaria, având ca scop promovarea identității maghiare și păstrarea valorilor culturale tradiționale în Bazinul Carpatic.

## Misiune și obiective
Mișcarea își propune să creeze o rețea de solidaritate între maghiarii din regiune, bazată pe cooperare culturală, civică și economică. Conceptul de „Ungaria originară” servește ca sursă de inspirație pentru inițiativele sale, care se desfășoară paralel cu structurile instituționale existente, într-o formă alternativă de organizare comunitară.
Hunnia militează pentru întărirea coeziunii sociale în rândul comunității maghiare, pentru afirmarea demnității naționale și conservarea memoriei colective, într-un spirit de respect față de valorile istorice și libertatea culturală.

## Fondatori
Mișcarea a fost inițiată de László Toroczkai și György Budaházy, două figuri publice cunoscute pentru activismul lor civic și național.

## Controverse
În cadrul unei anchete cunoscute sub numele de „cazul Hunnia”, mai mulți membri ai mișcării au fost acuzați în 2010 de implicare în activități ilegale sub numele unei organizații fictive, „Armata de Eliberare a Maghiarilor”. Acțiunile au vizat în principal membri ai guvernului maghiar de la acea vreme. Cazul a generat dezbateri intense privind limitele activismului civic și responsabilitatea individuală.